# Safrira Zachai

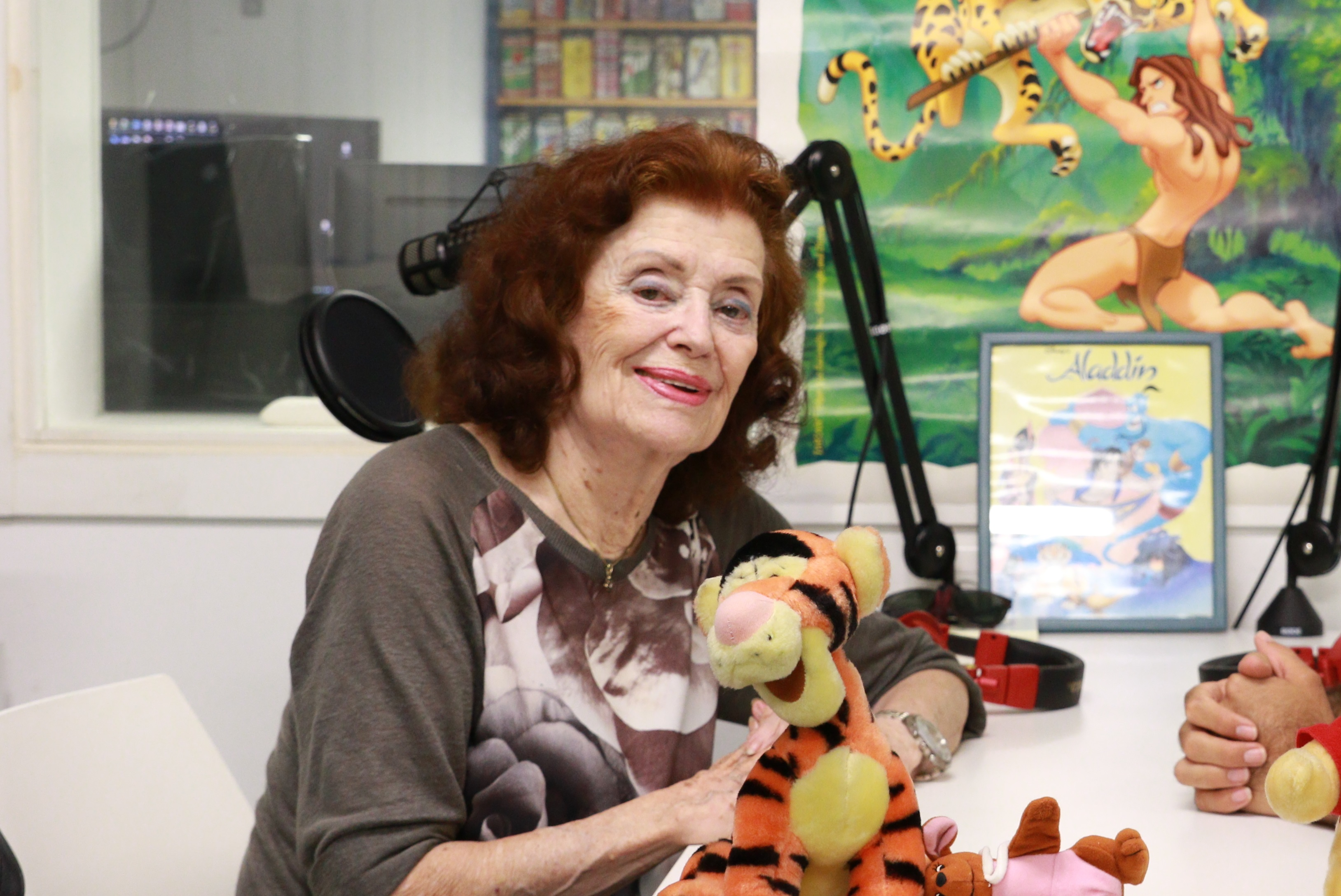
Safrira Zachai (2019)

Safrira Zachai (hebräisch שפרירה זכאי; * 13. September 1932 in Gedera, Völkerbundsmandat für Palästina) ist eine israelische Schauspielerin, Synchronsprecherin, Journalistin und Übersetzerin.

## Biografie
1947 trat Safrira Zachai zunächst im Film auf. Zwischen 1952 und 1953 spielte sie im Theater, danach studierte sie zwei Jahre an der London Academy of Music and Dramatic Art. Nachdem sie aus London nach Israel zurückgekehrt war, ging sie zum Ohel-Theater, in den 1960er Jahren spielte sie auch im Cameri-Theater. In den 1960er Jahren beschäftigte sie sich neben der Schauspielerei auch mit Übersetzungen, sie übersetzte Theaterstücke und Hörspiele.
Sie gilt als Pionierin des Synchronisierens in Israel, sie war die Regisseurin der Synchronproduktionen in hebräischen Disney-Filmen.
In den 1980er Jahren arbeitete sie als Autorin und schrieb unter anderem für die Zeitung Maariw.
Sie war mit dem Produzenten Mati Raz (gestorben 2002) verheiratet und hat zwei Töchter.

## Filmografie (Auswahl)
- 1966: Judith
- 1991: La Femme du déserteur
- 2009: Du sollst nicht lieben